# Boualem Belmokhtar
Boualem Belmokhtar, né le 11 mars 1993, est un coureur cycliste algérien.

## Biographie
Pour la saison 2018, il est engagé par la nouvelle équipe continentale Sovac-Natura4Ever, dirigée par Geoffrey Coupé.

## Palmarès et résultats

### Palmarès par année
- 2013
  - 3e du championnat d'Algérie du contre-la-montre espoirs
- 2015
  - Grand Prix du col d'Aïn Zaâtout
  - 3e du Tour international de Sétif
- 2016
  - 3e étape du Tour de Djelfa

### Classements mondiaux
| Année           | 2015 |
| --------------- | ---- |
| UCI Africa Tour | 61e  |